# Dornavölgyitelep
Dornavölgyitelep (románul: Strâmba) település Romániában, Erdélyben, Beszterce-Naszód megyében.

## Fekvése
Alsóborgó közelében fekvő település.

## Története
Dornavölgyitelep korábban Alsóborgó része volt, Oroszborgótól is kerültek ide községrészek. 1956-ban vált külön településsé 109 lakossal. 1966-ban 169, 1977-ben 256, 2002-ben 382 román lakosa volt.